# Jeûne des apôtres
Le Jeûne des apôtres, appelé aussi Jeûne des saints apôtres, Jeûne de Pierre et Paul ou, parfois, Jeûne de Pierre est une période de jeûne observée dans les Églises d'Orient – Églises orthodoxes et Églises catholiques de rite byzantin. Ce jeûne commence le second lundi après la Pentecôte (P + 57) et s'achève avec la fête des apôtres Pierre et Paul, le 29 juin du calendrier liturgique oriental.

## Histoire
Après avoir fêté la Résurrection du Christ durant les cinquante jours qui suivirent Pâques, les apôtres préparèrent leur départ de Jérusalem pour répandre la Bonne nouvelle. Selon la tradition sacrée, il se préparèrent à cette mission en jeûnant et en priant le Seigneur d'affermir leur résolution et de les accompagner dans leur œuvre missionnaire.
La source de ce jeûne se trouve dans les Évangiles. Lorsque les Pharisiens reprochent aux apôtres de ne pas jeûner, Jésus leur répond : « Les amis de l'époux peuvent-ils s'affliger pendant que l'époux est avec eux ? Les jours viendront où l'époux leur sera enlevé et alors ils jeûneront. »,,. Selon les exégètes, Jésus faisait référence à son sacrifice sur la Croix ; mais dans un sens plus large, on entend ces paroles par rapport à la Résurrection et à la mission de prêcher l'Évangile, qui ne peut être accomplie qu'à travers le jeûne et la prière.
La tradition du jeûne existe au moins depuis le pape Léon Ier qui en témoigne dans ses homélies. Elle s'est perdue en Occident. Avec ce jeûne, les fidèles expriment aux apôtres leur reconnaissance pour les persécutions qu'ils ont éprouvées durant leur mission.

## Pratique
Le Jeûne des apôtres n'est pas aussi sévère que celui du Grand Carême ou celui de la Dormition de Theotokos. Il est enjoint, néanmoins, de s'abstenir de toute alimentation carnée. Le poisson, l'huile et le vin sont permis tous les jours sauf les mercredis et vendredis. Les règles du jeûne sont pratiquement identiques à celles du Jeûne de la Nativité.
Comme pour les trois autres jeûnes du cycle annuel, une grande fête est célébrée au cours du Jeûne des apôtres ; il s'agit ici de la fête de la Nativité de Saint Jean-Baptiste (24 juin).
Dans certaines Églises, les offices de semaine, lors du Jeûne des apôtres, sont identiques aux offices du Grand Carême (avec quelques variantes). De nombreux monastères et églises de tradition russe servent l'office du Grand Carême au moins le premier jour du Jeûne des apôtres.

## Durée du jeûne

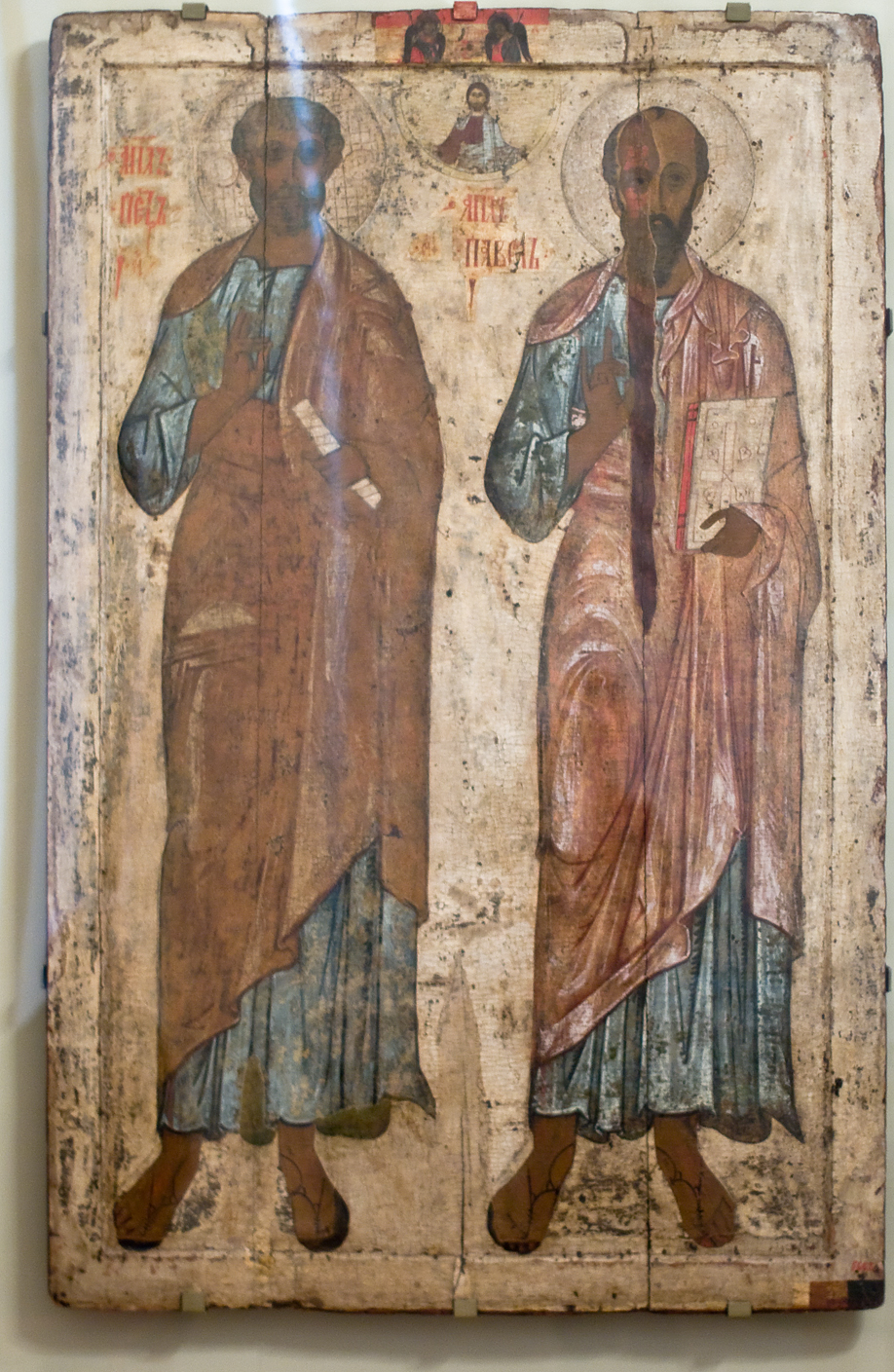
Icône du XIIIe siècle : saint Pierre et saint Paul (Belozersk).

La longueur du Jeûne des apôtres est variable puisque sa date de début dépend de la date de Pâques et que sa date de fin est fixe. Le dimanche de tous les Saints a lieu huit semaines après Pâques (P + 56) et le lendemain, lundi, commence le Jeûne des apôtres. Le jeûne dure jusqu'au 29 juin, fête des apôtres Pierre et Paul. Selon la date de Pâques, le Jeûne des apôtres peut commencer du 18 mai au 21 juin et, par conséquent, ne durer que huit jours ou s'étendre sur quarante-deux jours. Pour celles des Églises qui suivent le Calendrier julien révisé, il y a même certaines années sans Jeûne des apôtres.
Pour l'Église copte orthodoxe, le jeûne dure jusqu'au 11 juillet et la fête des apôtres Pierre et Paul est le 12 juillet.